# Холдинг (филм из 2001)
Холдинг је хрватски филм из 2001. године. Режирао га је Томислав Радић који је са Огњеном Свиличићем написао и сценарио.

## Радња
Типични загребачки момак Мирек, власник фотокопираонице, гледа како се други богате и смишља начин како да и сам покрене неки већи бизнис.
Смислио је да током божићних и новогодишњих празника продаје фирмама и пословним људима винске честитке које би се састојале од три флаше вина у лепо дизајнирајној амбалажи. Мирек да би покренуо тај посао мора да позајми новац и тражи га од власника тонског студуја Жабе, иначе бившег момка Мирекове сестре.
Жаба пристаје да му позајми новац, убеђен да је идеја одлична. Но, Мирек не слути да ће ствари кренути криво кад се повеже с искусним 'муљатором' Шушњаром...

## Улоге
| Глумац                    | Улога                  |
| ------------------------- | ---------------------- |
| Игор Месин                | Мирослав               |
| Дубравка Остојић          | Биба                   |
| Мирта Зечевић             | Теа                    |
| Драшко Зидар              | Заба                   |
| Сузана Николић            | Ксенија                |
| Љубомир Керекеш           | Петретић               |
| Иво Грегуревић            | Шушњара                |
| Божидар Алић              |                        |
| Миљенка Андроић           |                        |
| Инге Апелт                | Водитељица Збора       |
| Бланка Барт               |                        |
| Срећко Берец              |                        |
| Иван Бркић                | Складиштар             |
| Зденко Брлек              | Стални гост у кафићу 2 |
| Кристијан Брнић           | Хеви метал састав      |
| Саша Брнић                | Хеви метал састав      |
| Крешимир Бунтак           | Шериф Бећирспахић      |
| Дарио Церић               | Тамбураш 4             |
| Дубравко Чешњак Ћесо      | Тамбураш 1             |
| Динко Чутура              | Близанац 2 (Борис)     |
| Младен Чутура             | Близанац 1 (Игор)      |
| Фрањо Дијак               | Полицајац              |
| Штефица Дорић             | Пролазница 1           |
| Влатко Дулић              | Стални гост у кафићу 1 |
| Жужа Егрени               | Нона                   |
| Матко Габерц              | Тамбураш 3             |
| Тамара Гарбајш            | Пјевачица              |
| Игор Голуб                |                        |
| Власта Голуб              |                        |
| Миран Хајош               | Печењар                |
| Божица Ивезић             | Пролазница 2           |
| Звонимир Јелачић Бужимски | Лојзек                 |
| Јагода Калопер            |                        |

Остале улоге  ▼
| Глумац                  | Улога                      |
| ----------------------- | -------------------------- |
| Анита Јелић             | Промрзли студент 2         |
| Перо Јуричић            |                            |
| Хрвоје Кечкеш           | Бугарин                    |
| Крешимир Кочаниш        |                            |
| Роберт Курбаша          | Промрзли студент 3         |
| Хрвоје Лалић            | Тамбураш 5                 |
| Крсто Лалић             | Тамбураш 2                 |
| Петар Левентић          |                            |
| Дора Липовцан           | Конобарица                 |
| Дарио Марковић          | Заки                       |
| Јасна Палић             | Медицинска сестра          |
| Мијо Павелко            | Пацијент у болници 1       |
| Лука Петрушић           | Запосленик фотокопираонице |
| Дарко Плованић          | Транспортни радник 1       |
| Кристијан Поточки       | Промрзли студент 1         |
| Велимир Пшеничник Њирић | Теин отац                  |
| Јанко Ракош             | Пацијент у болници 3       |
| Рената Сабљак           | Ана Марија                 |
| Томислав Шиљак          | Хеви метал састав          |
| Томо Скеч               | Транспортни радник 2       |
| Снежана Славић          | Пацијент у болници 2       |
| Борна Сор               | Забин син Дадо             |
| Снежана Томашић         | Пролазница 3               |
| Роберт Угрина           | Аквизитер                  |
| Бранимир Видић          |                            |
| Антун Врбенски          |                            |
| Звонко Вучковић Аво     | Возач камиона              |
| Ивица Задро             | Бркић                      |
| Јосип Зовко             | Теин брат                  |
| Петар Зупиц Маркуш      | Пјевач                     |